# Heinrich Harms (Geograph)
Heinrich Harms (* 23. Juni 1861 in Brackrade (heute zu Bosau); † 30. oder 31. Juli 1933 in Hannover) war Geograph und Lehrer und gilt als der Altmeister der Schulgeographie.

## Leben
Der Vater von August Heinrich Christian Harms war August Christian Harms (1834–1911), ein Dienstknecht und Arbeitsmann. Alle weiteren Vorfahren von Heinrich Harms waren einfache Dorfhandwerker, Schmiede- oder Schustermeister. Der älteste in Brackrade nachzuweisende Vorfahre, der Schmied Andreas Harms, heiratete 1714 und stammt wahrscheinlich aus Tönning.
Heinrich Harms besuchte die zweiklassige Dorfschule zwischen Brackrade und Hutzfeld. Die Schule wurde gemeinsam von den beiden Dorfschaften genutzt und lag nur wenige hundert Meter von seinem Elternhaus entfernt. Nach dem dortigen Abschluss bekam Heinrich Harms ein Stipendium und besuchte das Lehrerseminar in Oldenburg zu Oldenburg (1877–1881). Nach seiner Ausbildung wirkte er als Lehrer an der einklassigen Dorfschule in Dörnick, Kreis Plön. An dieser Schule war er 23 Jahre tätig und schuf dort seine ersten Werke.
Krankheitsbedingt ließ er sich mit 43 Jahren in den Ruhestand versetzen und verzog nach Plön. Dort wirkte er rund 20 Jahre lang als Geograph, Kartograph und Schriftsteller.

## Wirken
Der Name Heinrich Harms steht für exzellente Werke zur Geographie. Generationen von Schülern hat Harms mit seinen Werken durch den Unterricht begleitet. Ausführlich und anschaulich vermittelt er in seinen Lehrbüchern neben der Geographie der einzelnen Länder auch Klima, Pflanzen- und Tierwelt. Bilder, Karten, Skizzen und vergleichende Tabellen geben zusätzliche und interessante Einblicke.
Heinrich Harms prägte unter anderem den Ausspruch „Kein Mensch hält es aus, unausgesetzt gefragt zu werden, unausgesetzt gequetscht zu werden, unausgesetzt geistig produzieren zu sollen; er will auch hören dürfen und schauen dürfen.“
(zitiert nach H. FUCHS 1929, S. 216)
Heinrich Harms ist Namensgeber einiger Schulen, wie z. B. der Heinrich-Harms-Realschule in Bosau oder der Heinrich-Harms-Schule in Dörnick. Hier war Harms auch viele Jahre als Dorflehrer tätig. Diese Schule ist inzwischen geschlossen und die Hauptschule in Plön hat den Namen übernommen.

## Werke
- Heimat und Ferne
- Vaterländische Erdkunde
- Fünf Thesen zur Reform des geographischen Unterrichts (1895)
- Deutschland-Buch (1897–1975)